# Les Derniers Lions
Pour plus de détails, voir Fiche technique et Distribution.
Les Derniers Lions (The Last Lions) est un film documentaire animalier américano-botswanais de Dereck Joubert, sorti en 2011. Il a été réalisé pour sensibiliser le public sur la nécessité de protéger et de préserver les lions qui sont de moins en moins nombreux à l'état sauvage à cause de l'activité humaine. Jeremy Irons, la voix de Scar dans Le Roi lion de Walt Disney Pictures, narre le film.
Le documentaire suit ne mère lionne qui se retrouve seule et décide de fuir pour protéger ses trois lionceaux d'un clan rival.

## Synopsis
Ma di Tau (« mère des lions » en sotho-tswana), son partenaire et leurs trois lionceaux sont sur le point de fonder un nouveau clan au delta de l'Okavango au Botswana. Mais un clan rival, bien plus nombreux, tuent le mâle et blesse Ma di Tau. Durant le combat, Ma di Tau inflige une blessure à l'œil de celle qui dirige le groupe de femelles appelée Silver Eye, à cause de la marque laissée à son œil. Ma di Tau, au lieu de se soumettre et laisser ses lionceaux se faire tuer, préfère fuir pour protéger ses petits. 
Mais le clan continue de la poursuivre, d'abord les mâles puis le groupe de femelles de Silver Eye. Lors d'un passage d'eau, poursuivi par un mâle, Ma di Tau et deux de ses petits parviennent à effectuer le passage mais le troisième, trop hésitant, prendra du retard. Se trouvant seul dans l'eau, il sera emporté par un crocodile.
Ils réussissent finalement à s'installer dans un îlot. Mais rapidement un troupeau de buffles s'y installent également. 
Si les buffles peuvent être des proies intéressantes, ce sont des animaux très dangereux qui n'hésitent pas à attaquer les lions. Toutefois, Ma di Tau n'a pas d'autre choix : elle doit chasser le buffle ou ses petits, un petit mâle et une femelle un peu plus grande, mourront de faim. En même temps, elle doit aussi s'assurer que ses petits ne se font pas tuer par Silver Eye. 
Après une chasse, où elle réussit finalement à chasser un jeune buffle qu'elle mangera avant que les hyènes parviennent à récupérer les restes, elle rentre voir ses petits mais ils ne répondent pas à ses appels. Finalement, l'un d'eux répond : il s'agit de la femelle. Ma di Tau doit d'abord la protéger des hyènes qui la suivaient mais elle s'aperçoit que son petit a le dos brisé. Un groupe de buffles s'est attaqué à ses petits lorsqu'elle était en chasse. Elle doit alors abandonner son petit aux charognards.
Le petit mâle, présumé mort, lui a disparu lors de l'attaque des buffles. Ma di Tau, après avoir obtenu la soumission de Silver Eye, réussit à fédérer le groupe de femelles derrière elle. Elles partent chasser le buffle avec succès et Ma di Tau réussit enfin à retrouver son petit.
Le film se termine avec des scènes de tournage où l'on voit Dereck et Beverly Joubert qui ont filmé le documentaire. Il est expliqué qu'en 50 ans la population des lions a baissé de 500 000 à seulement 20 000. La présence humaine réduit chaque jour le territoire sauvage des lions qui se retrouvent en confrontation constante avec les autres lions mais aussi les villageois. Il est indiqué que les bénéfices du film et les dons seront versés au projet Big Cats Initiative de la National Geographic Society qui lutte contre l'extinction des grands félins.

## Fiche technique
- Titre original : The Last Lions
- Titre français : Les Derniers Lions
- Réalisation : Dereck Joubert
- Photographie : Dereck Joubert
- Musique : Alex Wurman
- Son : Beverly Joubert
- Société de production : National Geographic
- Production :
  - Producteurs : Dereck et Beverly Joubert, Lisa Truitt, Chris Miller
  - Producteurs exécutifs : Tim Kelly, David Beal, Daniel Battsek, Adam Leipzig
- Pays de production :  États-Unis,  Botswana
- Langue originale : anglais
- Genre : documentaire animalier
- Durée : 89 minutes
- Date de sortie : États-Unis : 13 janvier 2011 (Festival international du film de Palm Springs)